# Couture-sur-Loir
Pour les articles homonymes, voir Couture (homonymie) et Loir.
Couture-sur-Loir est une commune historique du nord-ouest du Loir-et-Cher (région Centre-Val de Loire), devenue commune déléguée en 2019, depuis la fusion administrative avec la commune voisine de Tréhet afin de créer la commune nouvelle de Vallée-de-Ronsard, dont Couture-sur-Loir est le chef-lieu. 
Les habitants de Couture-sur-Loir sont appelés les Couturois.

## Géographie
Les communes voisines de Couture-sur-Loir sont : 
- au nord : Poncé-sur-le-Loir ;
- au nord-ouest : Ruillé-sur-Loir, Tréhet ;
- au sud-ouest : Villedieu-le-Château ;
- au sud : Les Essarts ;
- au sud-est : Artins, Sougé.

### Région Naturelle
Couture-Sur-Loir se situe au croisement de deux régions naturelles, appartenant à la Gâtine Tourangelle, mais partage aussi des liens avec le Perche.

## Histoire
Le 1er janvier 2019, la commune fusionne avec la commune voisine de Tréhet pour former la commune nouvelle de Vallée-de-Ronsard dont la création est actée par un arrêté préfectoral du 29 novembre 2018.

## Toponymie
Latin classique cultura = action de cultiver la terre, prit le sens spécial de champ labouré, terre cultivée en bas latin et en français (FEW, II, 1504a). Accentué sur le 2e u, long, il aboutit régulièrement à couture par vocalisation du l en u. Économie de céréales.
Villam Culturas, Ve s. (Actus pontificum Cenomannis, p. 33) ; Agrum Culturam, 616 (Actus pontificum Cenomannis, p. 36) ; Riboleria [La Ribochère, Commune de Villedieu-le-Château], in finibus Culturensibus [Couture], juxta Truecto [Tréhet], sursum in illo monte, et contra Montcuc, IXe s. (Charte de saint Aldric, évêque du Mans) ; Ager Cultura, XIIe s. (Actus pontificum Cenomannis, p. 263) ; Cultura, XIe au XIIIe s. ; À Coustures, En la parroisse de Coustures, 1311 (Archives Nationales-p. 973, fol. 137) ; Couture, 1484 (Archives Nationales-p. 652, no 40 ; PP 50, vol. 63, no 94) ; Couture, 1740 (Bibliothèque Municipale d'Orléans, Manuscrit 995, fol. 62) ; Couture, XVIIIe s. (Carte de Cassini) ; Couture sur Loir, décret du 25 décembre 1918.
Couture-sur-Loir devint le nom officiel de la commune peu après la fin de la Première Guerre mondiale, par un décret du 25 décembre 1918, permettant ainsi une différenciation avec les 2 communes homonymes.

## Politique et administration
| Période                                  | Période       | Identité                     | Étiquette | Qualité |
| ---------------------------------------- | ------------- | ---------------------------- | --------- | ------- |
| Les données manquantes sont à compléter. |               |                              |           |         |
| 1791                                     | 1792          | Bongendre                    |           |         |
| 1792                                     | an IV         | Joseph Boutier               |           |         |
| an IV                                    | an VII        | Mousseron                    |           |         |
| an VII                                   | an IX         | Bongendre                    |           |         |
| an IX                                    | 1806          | Boislard                     |           |         |
| 1806                                     | 1819          | François Jacquet             |           |         |
| 1819                                     | 1830          | François-Elie Pothée         |           |         |
| 1830                                     | 1833          | Perrinet                     |           |         |
| 1833                                     | 1838          | Amable-Constant-Thomas Marie |           |         |
| 1838                                     | 1841          | Tironneau                    |           |         |
| 1841                                     | 1853          | Alphonse Mousseron           |           |         |
| 1853                                     | 1868          | Auguste Dubois               |           |         |
| 1868                                     | 1875          | Cartier                      |           |         |
| 1875                                     | 1878          | Hogou                        |           |         |
| 1878                                     | 1878          | Chalumeau                    |           |         |
| 1879                                     | 1881          | Veillon                      |           |         |
| 1881                                     | 1885          | Chalumeau                    |           |         |
| 1885                                     | 1889          | Deschamps                    |           |         |
| 1889                                     | 1895          | Alexis Jusseaume             |           |         |
| 1895                                     | 1901          | Jusseaume-Randon             |           |         |
| 1901                                     | 1911          | Dubois                       |           |         |
| mars 2001                                | décembre 2018 | Monique Richard              | DVD       |         |

Depuis 2019 et la création de Vallée-de-Ronsard, le maire élu à Couture-sur-Loir est maire délégué au maire de la commune nouvelle. 
| Période                                  | Période  | Identité        | Étiquette | Qualité     |
| ---------------------------------------- | -------- | --------------- | --------- | ----------- |
| Les données manquantes sont à compléter. |          |                 |           |             |
| janvier 2019                             | mai 2020 | Monique Richard | DVD       |             |
| mai 2020                                 | en cours | Nicole Goyard   | DVD       | Infirmière. |

## Démographie

### Évolution démographique
L'évolution du nombre d'habitants est connue à travers les recensements de la population effectués dans la commune depuis 1793. Pour les communes de moins de 10 000 habitants, une enquête de recensement portant sur toute la population est réalisée tous les cinq ans, les populations de référence des années intermédiaires étant quant à elles estimées par interpolation ou extrapolation. Pour la commune, le premier recensement exhaustif entrant dans le cadre du nouveau dispositif a été réalisé en 2004.

En 2016, la commune comptait 413 habitants, en évolution de −0,48 % par rapport à 2010 (Loir-et-Cher : −1,15 %, France hors Mayotte : +2,11 %).
| 1793 | 1800 | 1806 | 1821 | 1831 | 1836 | 1841 | 1846 | 1851 |
| ---- | ---- | ---- | ---- | ---- | ---- | ---- | ---- | ---- |
| 825  | 852  | 950  | 878  | 930  | 928  | 909  | 910  | 930  |

| 1856 | 1861 | 1866 | 1872 | 1876 | 1881 | 1886 | 1891 | 1896 |
| ---- | ---- | ---- | ---- | ---- | ---- | ---- | ---- | ---- |
| 908  | 906  | 879  | 854  | 826  | 836  | 870  | 843  | 832  |

| 1901 | 1906 | 1911 | 1921 | 1926 | 1931 | 1936 | 1946 | 1954 |
| ---- | ---- | ---- | ---- | ---- | ---- | ---- | ---- | ---- |
| 782  | 773  | 749  | 681  | 727  | 640  | 657  | 720  | 635  |

| 1962 | 1968 | 1975 | 1982 | 1990 | 1999 | 2004 | 2006 | 2009 |
| ---- | ---- | ---- | ---- | ---- | ---- | ---- | ---- | ---- |
| 618  | 606  | 535  | 467  | 450  | 433  | 439  | 442  | 416  |

| 2014 | 2016 | - | - | - | - | - | - | - |
| ---- | ---- | - | - | - | - | - | - | - |
| 412  | 413  | - | - | - | - | - | - | - |

### Pyramide des âges
La population de la commune est relativement âgée. Le taux de personnes d'un âge supérieur à 60 ans (48,8 %) est en effet supérieur au taux national (21,6 %) et au taux départemental (26,3 %).
Contrairement aux répartitions nationale et départementale, la population masculine de la commune est égale à la population féminine.
La répartition de la population de la commune par tranches d'âge est, en 2007, la suivante :
- 50 % d'hommes (0 à 14 ans = 12 %, 15 à 29 ans = 10,1 %, 30 à 44 ans = 13,5 %, 45 à 59 ans = 20,7 %, plus de 60 ans = 43,8 %) ;
- 50 % de femmes (0 à 14 ans = 7,7 %, 15 à 29 ans = 5,3 %, 30 à 44 ans = 13 %, 45 à 59 ans = 20,2 %, plus de 60 ans = 53,9 %).

| Hommes | Classe d’âge | Femmes |
| ------ | ------------ | ------ |
| 0,5    | 90 ans ou +  | 1,9    |
| 20,2   | 75 à 89 ans  | 26,0   |
| 23,1   | 60 à 74 ans  | 26,0   |
| 20,7   | 45 à 59 ans  | 20,2   |
| 13,5   | 30 à 44 ans  | 13,0   |
| 10,1   | 15 à 29 ans  | 5,3    |
| 12,0   | 0 à 14 ans   | 7,7    |

| Hommes | Classe d’âge | Femmes |
| ------ | ------------ | ------ |
| 0,6    | 90 ans ou +  | 1,6    |
| 8,3    | 75 à 89 ans  | 11,5   |
| 14,8   | 60 à 74 ans  | 15,7   |
| 21,4   | 45 à 59 ans  | 20,6   |
| 20,3   | 30 à 44 ans  | 19,2   |
| 16,2   | 15 à 29 ans  | 14,7   |
| 18,5   | 0 à 14 ans   | 16,7   |

## Culture locale et patrimoine

### Voies
| 80 odonymes recensés à Couture-sur-Loir au 19 février 2014  | 80 odonymes recensés à Couture-sur-Loir au 19 février 2014 | 80 odonymes recensés à Couture-sur-Loir au 19 février 2014 | 80 odonymes recensés à Couture-sur-Loir au 19 février 2014 | 80 odonymes recensés à Couture-sur-Loir au 19 février 2014 | 80 odonymes recensés à Couture-sur-Loir au 19 février 2014 | 80 odonymes recensés à Couture-sur-Loir au 19 février 2014 | 80 odonymes recensés à Couture-sur-Loir au 19 février 2014 | 80 odonymes recensés à Couture-sur-Loir au 19 février 2014 | 80 odonymes recensés à Couture-sur-Loir au 19 février 2014 | 80 odonymes recensés à Couture-sur-Loir au 19 février 2014 | 80 odonymes recensés à Couture-sur-Loir au 19 février 2014 | 80 odonymes recensés à Couture-sur-Loir au 19 février 2014 | 80 odonymes recensés à Couture-sur-Loir au 19 février 2014 | 80 odonymes recensés à Couture-sur-Loir au 19 février 2014 | 80 odonymes recensés à Couture-sur-Loir au 19 février 2014 |
| Allée                                                       | Avenue                                                     | Bld                                                        | Chemin                                                     | Clos                                                       | Impasse                                                    | Montée                                                     | Passage                                                    | Place                                                      | Pont                                                       | Route                                                      | Rue                                                        | Ruelle                                                     | Voie                                                       | Autres                                                     | Total                                                      |
| ----------------------------------------------------------- | ---------------------------------------------------------- | ---------------------------------------------------------- | ---------------------------------------------------------- | ---------------------------------------------------------- | ---------------------------------------------------------- | ---------------------------------------------------------- | ---------------------------------------------------------- | ---------------------------------------------------------- | ---------------------------------------------------------- | ---------------------------------------------------------- | ---------------------------------------------------------- | ---------------------------------------------------------- | ---------------------------------------------------------- | ---------------------------------------------------------- | ---------------------------------------------------------- |
| 2                                                           | 0                                                          | 0                                                          | 2                                                          | 0                                                          | 4                                                          | 0                                                          | 0                                                          | 2                                                          | 0                                                          | 0                                                          | 11                                                         | 2                                                          | 0                                                          | 57                                                         | 80                                                         |
| Notes « N »                                                 | Notes « N »                                                | 1. 2. 3. 4. 5. 6. 7.                                       | 1. 2. 3. 4. 5. 6. 7.                                       | 1. 2. 3. 4. 5. 6. 7.                                       | 1. 2. 3. 4. 5. 6. 7.                                       | 1. 2. 3. 4. 5. 6. 7.                                       | 1. 2. 3. 4. 5. 6. 7.                                       | 1. 2. 3. 4. 5. 6. 7.                                       | 1. 2. 3. 4. 5. 6. 7.                                       | 1. 2. 3. 4. 5. 6. 7.                                       | 1. 2. 3. 4. 5. 6. 7.                                       | 1. 2. 3. 4. 5. 6. 7.                                       | 1. 2. 3. 4. 5. 6. 7.                                       | 1. 2. 3. 4. 5. 6. 7.                                       | 1. 2. 3. 4. 5. 6. 7.                                       |
| Sources : rue-ville.info & perche-gouet.net & OpenStreetMap |                                                            |                                                            |                                                            |                                                            |                                                            |                                                            |                                                            |                                                            |                                                            |                                                            |                                                            |                                                            |                                                            |                                                            |                                                            |

### Lieux et monuments
- Le château de la Possonnière où naquit Pierre de Ronsard le 10 septembre 1524, de l'union de Loys (ou Louis) de Ronsard et de Jeanne Chaudrier, cadet des trois vivants. Loys de Ronsard, de retour des guerres d'Italie, orna vers 1515 le manoir de sculptures qui apparaissent comme étant une des premières manifestations de la pénétration de la Renaissance italienne en France, et de devises qui sont autant de rappels des philosophies chrétienne et païenne. Le manoir appartient aujourd'hui à la Communauté d'agglomération territoires vendômois.

|  |  |

- La fontaine Bellerie : la source Bellerie était toute proche du manoir de la Possonnière où Ronsard a passé sa jeunesse. On peut encore la voir, elle est devenue la fontaine de la Belle-Iris.
- La forêt de Gâstine, qui s'étendait au sud de la Possonnière.
- L'Isle Verte était un lieu privilégié du poète, il venait s'y promener, rêver et lire ses chers poètes grecs et latins. Bien qu'il ait élu ce site pour dernière demeure, il est enterré au prieuré Saint-Cosme (près de Tours).
- L'Église Saint-Gervais-Saint-Protais : elle porte sur l'entrée principale les armoiries des Ronsard. Le monument se compose de plusieurs constructions remontant à des époques différentes. La nef date du XIIe siècle ; le chœur fut édifié, peut-être même reconstruit, au XIIIe siècle ; d'importantes modifications furent apportées à cette église par Louis de Ronsard, père du poète, qui faisait construire son château de la Possonnière, situé sur la paroisse.

### Héraldique
|  | Les armoiries de Couture-sur-Loir se blasonnent ainsi : D'azur aux trois rosses (poissons) d'argent l'une sur l'autre. Ce sont les armes de la famille Ronsard. |

## Personnalités liées à la commune
- Pierre de Ronsard naquit au château de la Possonnière le 10 septembre 1524 et y vécut ses douze premières années. Le charme émanant de la Possonnière est à l'image de l'empreinte laissée par le poète vendômois dans la littérature française.
- 1525 : Loys de Ronsard, père du précédent, est fait prisonnier à Pavie, puis accompagne François Ier dans sa captivité de Madrid, dont il ne revient qu'en 1530.
- Marie Du Bois (1601-1679), valet du roi Louis XIV, mémorialiste.
- Pierre Héliot (1903-1984), bibliothécaire, historien et archéologue français y est mort[11].